# Gallo Music
Gallo Music — африканський лейбл звукозапису, заснований 1926 року.
Засновником лейблу став південноафриканський підприємець Ерік Галло. 1926 року він відкрив в Йоганнесбурзі маленький музичний магазин Brunswick Gramophone House, в якому продавалися записи, що виходили на американському лейблі Brunswick. 1930 року Галло заснував власний лейбл звукозапису Singer Gramophone, щоб записувати музику місцевих виконавців. 1946 року Галло об'єднав свої підрозділи, що відповідали за запис музики та розповсюдження продукції інших лейблів (зокрема, Decca Records) під назвою Gallo Africa, зробивши її публічною компанією.
У післявоєнні роки частиною Gallo Africa стали лейбли Gallotone, Mavuthela Music, Gramophone та Trutone, на яких виходила музика південноафриканських музикантів. 1976 року Галло викупив 50 % компанії Teal Records, а 1980 року пішов на пенсію, продавши лейбл компанії Premier Milling Company. Протягом 1980-х років у складі Gallo Africa відбулося декілька змін, зокрема, було додано лейбл RPM Records та спільно з PolyGram було засновано лейбл Teal Trutone Records. 1988 року Gallo та Gramophone було об'єднано у компанію Gallo GRC, а 1997 року до групи лейблів Gallo додалася компанія Tusk Music.
У XXI столітті Gallo Music залишався найбільшим незалежним лейблом в Африці. Серед провідних музикантів лейбла — Міріам Макеба, Лакі Дубе, гурти Ladysmith Black Mambazo, Mahotella Queens та багато інших.